# Priscila Daroit
Priscila Zalewski Daroit est une joueuse brésilienne de volley-ball née le 10 août 1988 à Porto Alegre. Elle mesure 1,82 m et joue au poste d'attaquante. Elle totalise 44 sélections en équipe du Brésil.

## Clubs
| Club                     | De        | À         |
| ------------------------ | --------- | --------- |
| São Caetano              | 2004-2005 | 2006-2007 |
| Minas Tênis Clube        | 2007-2008 | 2009-2010 |
| Mackenzie Esporte Clube  | 2010-2011 | 2011-2012 |
| Campinas Voleibol Clube  | 2012-2013 | 2012-2013 |
| Sesi-SP                  | 2013-2014 | 2014-2015 |
| Praia Clube              | 2015-2016 | 2015-2016 |
| Minas Tênis Clube        | 2016-2017 | 2017-2018 |
| Fluminense Football Club | 2018-2019 | 2018-2019 |
| Praia Clube              | 2019-2020 | 2019-2020 |
| Minas Tênis Clube        | 2020-2021 | …         |

## Palmarès

### Équipe nationale
- Championnat d'Amérique du Sud  des moins de 18 ans
  - Vainqueur : 2004.
- Championnat du monde des moins de 18 ans
  - Vainqueur : 2005.
- Championnat d'Amérique du Sud  des moins de 20 ans
  - Vainqueur : 2006.
- Championnat du monde des moins de 20 ans
  - Vainqueur : 2007.
- Coupe panaméricaine
  - Finaliste : 2007, 2012.
- Grand Prix Mondial
  - Vainqueur : 2013.

### Clubs
- Championnat sud-américain des clubs
  - Vainqueur : 2014, 2018.
  - Finaliste : 2020.
- Championnat du Brésil
  - Finaliste : 2014, 2016.
- Coupe du Brésil
  - Finaliste : 2014, 2015, 2016, 2017, 2020.
- Supercoupe du Brésil
  - Vainqueur : 2019.
  - Finaliste : 2017.